# Regatul autonom Croația-Slavonia
Regatul autonom Croația-Slavonia (în croată Kraljevina Hrvatska i Slavonija; în maghiară Horvát-Szlavón Királyság; în germană Königreich Kroatien und Slawonien) a fost un regat autonom nominal în cadrul Austro-Ungariei. Acesta constituia o parte din Regatul Ungariei din cadrul statului dualist austro-ungar, situat în Teritoriile Coroanei Sfântului Ștefan sau Transleithania. Regatul era condus de monarhul habsburgic al Austro-Ungariei (Kaiser und König) în calitatea sa de Rege al Ungariei. Titlul monarhului era „Rege al Croației și Slavoniei”.

## Istorie
Regatul Triunitar al Dalmației, Croației și Slavoniei a fost creat în anul 1745 de către Maria Terezia, monarhă a Monarhiei Habsburgice, prin unirea regatelor Croației și Slavoniei. Între 1767 și 1777, cele trei teritorii se numeau Regatul Iliriei (a nu se confunda cu Regatul Iliriei de mai târziu). Dalmația venețiană în acele timpuri era doar nominal parte a Regatului Triunitar și nu a fost unită cu celelalte două teritorii nici după ce a fost ocupată de Habsburgi în 1797.
După sfârșitul ocupației napoleoniene, Iliria a fost restructurată în 1818 sub împăratul Francisc I al Austriei și începând din acest moment teritoriul, numit acum oficial Regatul Croației și Slavoniei, a fost până în 1867 țară a Coroanei precum vecinul și autonomul Regat al Dalmației.
După Compromisul austro-ungar din 1867, prin care Țările Coroanei Sfântului Ștefan au devenit independente de guvernul de la Viena în privința politicii interne, s-a ajuns un an mai târziu la Compromisul croato-maghiar care acorda o largă autonomie Regatului Croației și Slavoniei în interiorul Coroanei maghiare. Contrar dorințelor croaților majoritari, o uniune formală cu Regatul Dalmației, care făcea parte din jumătatea austriacă a Dublei Monarhii, nu s-a realizat. A fost permis doar ca ambele țări croate să folosească steaguri comune și simboluri comune.
În 1872 și 1881 Granița Militară croato-slavonă a fost desființată, decizie prin care mari părți din teritoriu au intrat sub administrația directă a Ministerul Imperial și Regal de Război din Viena.
Regatul Croației și Slavoniei a durat până în 1918, când a fost încorporat în Statul slovenilor, croaților și sârbilor. După proclamarea Regatului Iugoslaviei în anul 1929, o mare parte din teritoriul Croației și Slavoniei a devenit parte a Banatului Savei.